# You Had Me
You Had Me è un brano soul scritto dalla cantautrice inglese Joss Stone, Francis White, Wendy Stoker, e Betty Wright per il secondo album della Stone Mind, Body & Soul del 2004. Il singolo è stato pubblicato a settembre 2004 in Regno Unito e a novembre 2004 negli Stati Uniti come singolo portante dell'album.
La canzone è stata nominata per i Grammy Award alla 47ª edizione tenutasi nel 2005 come "miglior performance vocale femminile pop", premio che poi è andato a Norah Jones.
Il video per la canzone è stato girato a New York, diretto dal regista Chris Robinson e pubblicato ad agosto 2004.

## Tracce
CD 1 (Regno Unito)
1. You Had Me (Album Edit) – 3:37
2. Dirty Man (Live at the House of Blues, Chicago) – 3:08

CD 2 (Regno Unito)
1. You Had Me (Album Edit) – 3:37
2. Holding Out for a Hero – 3:35
3. Fell in Love with a Boy (Radio Version) – 2:55
4. Fell in Love with a Boy (Video) – 3:00

Singolo CD (Europa)
1. You Had Me (Album Edit) – 3:37
2. Holding Out for a Hero – 3:35
3. Dirty Man (Live at the House of Blues, Chicago) – 3:08
4. Super Duper Love (Single Mix Edit) – 3:47

Singolo CD (Australia)
1. You Had Me (Album Edit) – 3:37
2. Super Duper Love (Single Mix Edit) – 3:47
3. Dirty Man (Live at the House of Blues, Chicago) – 3:08
4. You Had Me (Al B. Rich Mix)

Singolo DVD (Regno Unito)
1. You Had Me (Video) – 3:37
2. Super Duper Love (Video) – 3:47
3. Fell in Love with a Boy (Acoustic Version) – 3:30

Singolo promozionale CD (Regno Unito, Stati Uniti, Messico)
1. You Had Me (Radio Edit) – 3:35
2. You Had Me (Album Version) – 3:59

Singolo promozionale DVD (Stati Uniti)
1. You Had Me

## Classifiche
| Classifica (2004) | Posizione più alta |
| ----------------- | ------------------ |
| Australia         | 23                 |
| Austria           | 54                 |
| Belgio (Fiandre)  | 21                 |
| Belgio (Vallonia) | 52                 |
| Canada            | 29                 |
| Croazia           | 1                  |
| Ecuador           | 4                  |
| Germania          | 77                 |
| Grecia            | 20                 |
| Irlanda           | 34                 |
| Italia            | 15                 |
| Nuova Zelanda     | 26                 |
| Paesi Bassi       | 14                 |
| Regno Unito       | 9                  |
| Romania           | 91                 |
| Svizzera          | 40                 |